# Saturn Awards 1986
La 13ª edizione dei Saturn Awards si è svolta il 28 maggio 1986, per premiare le migliori produzioni cinematografiche del 1985.

## Candidati e vincitori
I vincitori sono indicati in grassetto.

### Film

#### Miglior film di fantascienza
- Ritorno al futuro (Back to The Future), regia di Robert Zemeckis[1]
- Cocoon - L'energia dell'universo (Cocoon), regia di Ron Howard
- Il mio nemico (Enemy Mine), regia di Wolfgang Petersen
- Mad Max oltre la sfera del tuono (Mad Max Beyond Thunderdome), regia di George Miller e George Ogilvie
- 007 - Bersaglio mobile (A View to a Kill), regia di John Glen

#### Miglior film horror
- Ammazzavampiri (Fright Night), regia di Tom Holland[2]
- Space Vampires (Lifeforce), regia di Tobe Hooper
- Nightmare 2 - La rivincita (A Nightmare on Elm Street 2: Freddy's Revenge), regia di Jack Sholder
- Re-Animator, regia di Stuart Gordon
- Il ritorno dei morti viventi (The Return of the Living Dead), regia di Dan O'Bannon

#### Miglior film fantasy
- Ladyhawke, regia di Richard Donner[3]
- Il mio nome è Remo Williams (Remo Williams: the Adventure Begins), regia di Guy Hamilton
- Nel fantastico mondo di Oz (Return to Oz), regia di Walter Murch
- La rosa purpurea del Cairo (The Purple Rose of Cairo), regia di Woody Allen
- Piramide di paura (Young Sherlock Holmes), regia di Barry Levinson

#### Miglior attore
- Michael J. Fox - Ritorno al futuro (Back to The Future)
- Hume Cronyn - Cocoon - L'energia dell'universo (Cocoon)
- Louis Gossett Jr. - Il mio nemico (Enemy Mine)
- Chris Sarandon - Ammazzavampiri (Fright Night)
- James Karen - Il ritorno dei morti viventi (The Return of the Living Dead)

#### Miglior attrice
- Coral Browne - Dreamchild
- Jessica Tandy - Cocoon - L'energia dell'universo (Cocoon)
- Michelle Pfeiffer - Ladyhawke
- Glenn Close - Maxie
- Mia Farrow - La rosa purpurea del Cairo (The Purple Rose of Cairo)

#### Miglior attore non protagonista
- Roddy McDowall - Ammazzavampiri (Fright Night)
- Crispin Glover - Ritorno al futuro (Back to the Future)
- Christopher Lloyd - Ritorno al futuro (Back to the Future)
- Ian Holm - Dreamchild
- Joel Grey - Il mio nome è Remo Williams (Remo Williams: the Adventure Begins)

#### Miglior attrice non protagonista
- Anne Ramsey - I Goonies (The Goonies)
- Lea Thompson - Ritorno al futuro (Back to the Future)
- Gwen Verdon - Cocoon - L'energia dell'universo (Cocoon)
- Ruth Gordon - Maxie
- Grace Jones - 007 - Bersaglio mobile (A View to a Kill)

#### Miglior attore emergente
- Barret Oliver - D.A.R.Y.L.
- Amelia Shankley - Dreamchild
- Jeff Cohen - I Goonies (The Goonies)
- Fairuza Balk - Nel fantastico mondo di Oz (Return to Oz)
- Ilan Mitchell-Smith - La donna esplosiva (Weird Science)

#### Miglior regia
- Ron Howard - Cocoon - L'energia dell'universo (Cocoon)[4]
- Robert Zemeckis - Ritorno al futuro (Back to the Future)
- Tom Holland - Ammazzavampiri (Fright Night)
- George Miller - Mad Max oltre la sfera del tuono (Mad Max Beyond Thunderdome)
- Woody Allen - La rosa purpurea del Cairo (The Purple Rose of Cairo)
- Dan O'Bannon - Il ritorno dei morti viventi (The Return of the Living Dead)

#### Miglior sceneggiatura
- Tom Holland - Ammazzavampiri (Fright Night)
- Tom Benedek - Cocoon - L'energia dell'universo (Cocoon)
- Terry Hayes e George Miller - Mad Max oltre la sfera del tuono (Mad Max Beyond Thunderdome)
- Woody Allen - La rosa purpurea del Cairo (The Purple Rose of Cairo)
- Chris Columbus - Piramide di paura (Young Sherlock Holmes)

#### Migliori effetti speciali
- Kevin Pike - Ritorno al futuro (Back to the Future)
- The L.A. Effects Group - Commando
- Bruce Nicholson e Ralph Winter - Explorers
- Richard Edlund - Ammazzavampiri (Fright Night)
- Apogee - Space Vampires (Lifeforce)

#### Miglior colonna sonora
- Bruce Broughton - Piramide di paura (Young Sherlock Holmes)
- Alan Silvestri - Ritorno al futuro (Back to the Future)
- Maurice Jarre - La sposa promessa (The Bride)
- James Horner - Cocoon - L'energia dell'universo (Cocoon)
- Andrew Powell - Ladyhawke

#### Migliori costumi
- Nana Cecchi - Ladyhawke
- Deborah Lynn Scott - Ritorno al futuro (Back to the Future)
- Shirley Russell - La sposa promessa (The Bride)
- Norma Moriceau - Mad Max oltre la sfera del tuono (Mad Max Beyond Thunderdome)
- Raymond Hughes - Nel fantastico mondo di Oz (Return to Oz)

#### Miglior trucco
- Tom Savini - Il giorno degli zombi (Day of the Dead)
- Chris Walas - Il mio nemico (Enemy Mine)
- Rob Bottin - Explorers
- Anthony Doublin, John Naulin e John Carl Buechler - Re-Animator
- William Munns - Il ritorno dei morti viventi (The Return of the Living Dead)

## Premi speciali
- President's Award: Woody Allen - La rosa purpurea del Cairo (The Purple Rose of Cairo)
- George Pal Memorial Award: Charles Band
- Life Career Award: Vincent Price